# Heath Ledger
Heath Andrew Ledger (n. 4 aprilie 1979, Perth, Australia de Vest, Australia – d. 22 ianuarie 2008, New York City, New York, SUA) a fost un actor de televiziune și film nominalizat la BAFTA, Globul de Aur și Premiile SAG și laureat, post mortem, al Premiilor Academiei Americane de Film. După ce a apărut în roluri la teviziune în anii 1990, Ledger și-a dezvoltat o carieră în film apărând în  20 de filme. S-a lansat și în filme controversate dar și în succese de box-office incluzând peliculele 10 Things I Hate About You, The Patriot, Monster's Ball, A Knight's Tale, Brokeback Mountain , The Dark Knight si ultimul film inainte de deces , The Imaginarium of Doctor Parnassus  . Pentru interpretarea lui Ennis Del Mar din  Brokeback Mountain, Ledger a fost recompensat cu premiul Criticilor din New York pentru cel mai bun actor în 2005 și în 2006 își adjudecă premiul de “Cel mai bun actor” din partea Institutului de film Australian și este nominalizat la Oscar în 2005 pentru “Cel mai bun actor într-un rol principal și la premiile BAFTA din 2006 pentru “Cel mai bun interpretat un personaj pe nume “Robbie Clark”, bazat pe o perioadă de viață a lui Bob Dylan. Pentru rolul lui Joker din filmul Cavalerul negru, acesta a primit premiul Oscar pentru cel mai bun actor în rol secundar.
Ca o adăugare la munca lui de actor, de producător și regizor al unor videoclipuri muzicale, acesta a aspirat de asemenea la un post de regizor de film.

## Familia și viața personală
Heath Ledger  s-a născut la 4 aprilie 1979, in Perth, Australia, fiul lui Sally Ledger Bell (născută Ramshaw), o profesoară de franceză, și Kim Ledger, șofer pe mașini de curse și inginer minier, a cărui familie a înființat și deținut mult-cunoscuta Fundație pentru Inginerie Ledger.Trustul caritabil Sir Frank Ledger este numit după stră-bunicul lui. Ledger a terminat Școala primară Mary's Mount  din Goosberry Hill, iar mai apoi Guildford Grammar School, unde a avut primele sale roluri, acesta jucând în piesa școlii, o adaptare dupa Peter Pan, la vârsta de 10 ani. Părinții lui s-au despărțit pe când el avea 10 ani și au divorțat când avea 11. Sora mai mare a lui Ledger, Kate, o actriță, iar mai târziu o publicistă, față de care era foarte apropiat, l-a inspirat în jocul lui pe scenă. Ceilalți frați a lui Heath și Kate au fost două surori vitrege, Ashleigh Bell(n,1989), fiica mamei cu cel de-al doilea soț, Roger Bell, și Olivia Ledger (n.1997), fiica tatălui cu cea de-a doua soție și tot-odată mama lor vitregă, Emma Brown. Ledger a fost un avid jucător de șah, câștigând Campionatul de juniori din Australia de Vest la vârsta de 10 ani. Ca și adult, deseori a jucat împotriva altor împătimiți ai jocului în Washington Square Park. Adaptarea lui Allan Scott după roman despre șah, The Queens Gambiy, de Walter Travis, film pe care la momentul morții lui plănuia să-l interpreteze și să-l regizeze, și care avea să fie primul lui film în postura de regizor. Printre cele mai notabile relații romantice ale lui Ledger, se referă la cea cu Heather Graham, avută timp de câteva luni în 2000 si 2001, și relația lungă cu suișuri și coborâșuri pe care a avut-o cu Naomi Watts, pe care a întâlnit-o în timpul filmărilor la Ned Kelly și cu care a locuit de câteva ori din 2002 până în 2004. În vara lui 2004, a cunoscut-o și a început să se întâlnească cu Michelle Wiliams pe platourile de la Brokeback Mountain, iar fiica lor, Matilda Rose, s-a născut la 28 octombrie, în New York. Nașii fiicei lui Ledger au fost Jake Gylenhaal, co-starul din Brokeback Mountain, și colega lui Wiliams din Dawsons Creek, Busy Philipps. Problemele lui Ledger cu paparazzi din Australia, au grăbit decizia acestuia de a se muta din reședința acestuia din Bronte, New South Wales, în  Statele Unite, unde a împărțit un apartament cu Williams, în Boerum Hill, Brooklyn, din 2005 până în 2007.  În Septembrie 2007, tatăl lui Williams, a confirmat pentru ediția din Sydney a Daily Telegraph că Ledger și Williams au pus capăt relației lor. După despărțirea de Williams, la sfârșitul lui 2007 și începutul lui 2008, presa de scandal a vehiculat cum că Ledger ar fi avut niște relații amoroase cu modelul Helena Christensen și Gemma Ward și cu actrița Mary-Kate Olsen.

## Cariera

### Anii1990
La 16 ani, Ledger a optat pentru o absolvire mai devreme a examenelor și a părăsit școala pentru a urma o carieră în actorie. Alături de cel mai bun prieten, Trevor DiCarlo, Ledger a traversat țara cu mașina până la Sydney. S-a reîntors la Perth pentru seria TV Sweat(1996), serial în care a jucat rolul unui ciclist homosexual. În 1996, înainte de debutul acestuia în filmul australian Blackrock, Ledger s-a implicat în drama Roar, produsă de Fox Broadcasting. Aceasta a fost imediat urmată de un rol în Home and Away, unul dintre cele mai de succes show-uri din Australia. În 1999, Ledger a jucat în comedia pentru tineri, 10 lucruri nu-mi plac la tine și de asemenea a avut rolul principal in premiatul film, Two Hands, regizat de Gregor Jordan.

### Anii2000
Din 2000 până în 2005, a jucat în The Patriot, Monsters Ball, A Knights Tale, The Four Feathers, Ned Kelly, The Order și Frații Grimm. În 2001 a câștigat premiul ShoWest pentru starul masculin de mâine pentru rolul său din The Patriot și A Knight's Tale. Ledger a primit premiul pentru cel mai bun actor în 2005 din partea Criticilor de film din New York și Criticilor de fim din San Francisco pentru rolul din Brokeback Mountain, unde joacă rolul unui fermier din Wyoming, Ennis Del Mar, care are o aventură cu călărețul de rodeo, Jack Twist, rol jucat de Jake Gyllenhaal. A primit de asemenea o nominalizare la Globurile de Aur  pentru Cel mai bun actor într-o dramă și o nominalizare din partea Premiilor Academiei, pentru interpretarea sa. La vârsta de 26 ani, Heath Ledger a devenit unul din cei mai tineri nominalizați vreodată la premiile Oscar pentru cel mai bun actor. În cronica din  The New York Times a filmului, criticul Stephern Holden scrie: "Atât domnul Ledger cât și domnul Gyllenhaal au făcut acestă superbă poveste de dragoste, fizic palpabilă. E o superbă interpretare, la fel de bună ca cea mai bună a lui Marlond Brando și Sean Penn. " Într-o cronică a Rolling Stones, Peter Travers afirma: "Interpretarea magnifică a lui Ledger e un miracol actoricesc. El pare să plângă din interior. Ledger știe nu numai cum Ennie se mișcă, vorbește și ascultă, el știe cum să respire. A-l vedea inhalând mirosul unui tricou atârnat în dulapul lui Jack este ca și cum ai măsura durerea unei iubiri pierdute."
De asemenea, în 2005, Ledger a ilustrat o versiune fictivă a lui Giacomo Casanova în Casanova, o comedie romantică în care joacă alături de Sienna Miller. În 2006, Ledger este invitat să se alăture Academiei de Film, Arte și Științe. După Brokeback Mountain, următoarea lansare a lui Ledger a fost o reîntoarcere la rădăcinile lui australiene, jucând alături de Abbie Cornish în Candy, ca o pereche de tineri eroi dependenți care încearcă să se elibereze de dependența lor, într-o adaptare a romanului lansat în 1998, Candy: A Novel of Love and Addiction.

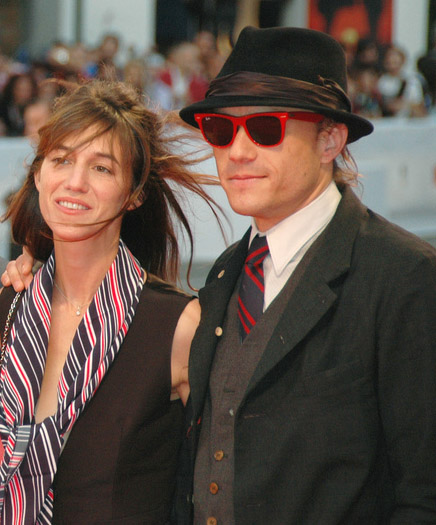
Charlotte Gainsbourg și Heath Ledger în 2007

În 2007, este unul dintre cei șase actori care ilustrează diferite etape din viața lui Bob Dylan în filmul I'm not There. Înainte ca Brad Pitt să accepte rolul după retragerea lui Ledger din proiect, în decembrie 2007, Ledger trebuia să joace alături de Sean Penn, într-un rol secundar în Tree of Life, regizat de Terrence Malick.
Ledger l-a jucat pe Joker în Cavalerul Negru, film regizat de Christopher Nolan, urmare a filmului din 2005 Batman Begins, care a fost lansat pe 18 iulie 2008. Cavalerul Negru era în post-producție la momentul morții actorului. David Denby, în cronica lui din The New Yorker, afirma că Ledger îl interpretează pe Joker într-o manieră "sinistră și înfricoșătoare", care după spusele lui îi conferă filmului elementul de succes. Denby concluzioneaza faptul că Ledger "fascinează" în fiecare scenă. Colegii Christian Bale, Maggie Gyllenhaal și Michael Caine militează pentru acordarea premiului post-mortem din partea academiei pentru munca depusă de acesta în film.
The Imaginarium of Doctor Parnassus, în care Ledger a fost cooptat într-un rol secundar important, era încă în producție la data la care a decedat.

### Problemele de sănătate și consumul de droguri
Într-un interviu acordat celor de la New York Times, publicat la 4 noiembrie 2007, Ledger i-a spus lui Sarah Lyall că de multe ori nu poate dormi când joacă roluri și că rolul Jokerului din The Dark Knight (2008) îi cauzează insomnia obișnuită: „Săptămâna trecută probabil am dormit în medie două ore pe noapte ... Nu mă puteam opri din a mă gândi. Corpul meu era epuizat și mintea mea continua să meargă."  În acel moment, el i-a spus lui Lyall că luase două pastile Ambien, după ce a luat doar una și nu au fost suficientă, iar pastilele l-au lăsat într-o „stupoare, doar ca să se trezească o oră mai târziu, și să descopere că mintea sa continua să fie într-o cursă”.
Înainte de întoarcerea la New York de la ultima filmare a filmului, la Londra, în ianuarie 2008, în timp ce aparent suferea de un fel de boală respiratorie, el s-ar fi plâns co-starului său din The Imaginarium of Doctor Parnassus, Christopher Plummer, că încă pare să aibă dificultăți în a dormi și ia pastile pentru a-l ajuta cu această problemă: „Confirmând rapoartele anterioare că Ledger nu se simțea bine pe platou, Plummer spune:„ Am prins cu toții răceli pentru că filmam afară în nopți oribile și umede Dar Heath a continuat și nu cred că se obosea cu  antibioticele ... Cred că ceea ce a avut a fost pneumonie". [...] Pe deasupra, „El spunea tot timpul:„ La naiba, nu pot să dorm ”... și lua toate aceste pastile ca să-l ajute”.
Într-o discuție cu cei de la revista Interview după moartea lui Ledger, Michelle Williams a confirmat că actorul a avut probleme cu somnul: „De când l-am cunoscut, a avut crize de insomnie. Avea prea multă energie. Mintea lui mergea, mergea, mergea - pornită întotdeauna ".
Ledger a fost „raportat pe scară largă că s-a luptat cu abuzul de substanțe”.  După moartea lui Ledger, Entertainment Tonight a difuzat înregistrări video din 2006 în care Ledger declara că „obișnuia să fumeze cinci jointuri pe zi timp de 20 de ani” , iar presa a raportat că abuzul său de droguri a determinat-o pe Williams să se mute din apartamentul lor din Brooklyn. 

### Moartea2008
Pe 22 ianuarie, la ora 14:45, Ledger a fost găsit inconștient în apartamentul său din New York de către menajera sa care a venit să îl anunțe de sosirea maseuzei programate cu 2 zile în urmă. Ambulanța a fost chemată după un sfert de oră și a ajuns în jurul orei 15:33. Medicii nu au putut să-l resusciteze, iar la ora 15:36 Ledger a fost declarat mort.

### Autopsie și înmormântare2008
După autopsie s-a dovedit că Ledger a murit în urma unei supradoze accidentale de somnifere și medicamente pe care le lua din cauza insomniilor.
Trupul lui Heath Ledger a fost transportat înapoi în Australia, iar pe 26 ianuarie trupul lui a fost incinerat și cenușa lui a fost păstrată. La ceremonia de adio au participat 500 de oameni: familia, prieteni, dar și vedete de la Hollywood și din Australia.

### Efectul asupra fanilor
La unsprezece luni de la moartea lui Ledger, la 23 decembrie 2008, Jake Coyle, scriind pentru Associated Press, a anunțat că „moartea lui Heath Ledger a fost votată ca cea mai bună poveste de divertisment din 2008 de către ziarul american și redactorii de emisie chestionați de The Associated Press”. El a susținut că acest lucru a fost parțial un rezultat al „șocului și confuziei” din jurul circumstanțelor morții lui Ledger, precum și datorită moștenirii lui Ledger [...] ca Joker în cel mai mare box-office al anului, The Dark Knight. 

## Filmografie

### Televiziune
| An   | Titlu         | Rol          | Note             |
| ---- | ------------- | ------------ | ---------------- |
| 1993 | Ship to Shore | Cyclist      | (3 episoade)     |
| 1996 | Sweat         | Snowy Bowles | (26 de episoade) |
| 1997 | Home and Away | Scott Irwin  | (9 episoade)     |
| 1997 | Roar          | Conor        | (13 episoade)    |

### Film
| An   | Titlu                               | Rol                                                             | Note |
| ---- | ----------------------------------- | --------------------------------------------------------------- | --- |
| 1992 | Clowning Around                     | Orphan clown (Uncredited)                                       | |
| 1997 | Blackrock                           | Toby Ackland                                                    | |
| 1997 | Paws                                | Oberon                                                          | |
| 1999 | Two Hands                           | Jimmy                                                           | Nominalizare—Australian Film Institute Award for Best Actor in a Leading Role Nominalizare—Film Critics Circle Award for Best Actor |
| 1999 | 10 Things I Hate About You          | Patrick Verona                                                  | Nominalizare—MTV Movie Award for Best Musical Sequence |
| 2000 | The Patriot                         | Gabriel Martin                                                  | Blockbuster Entertainment Award for Favorite Male – Newcomer |
| 2001 | Monster's Ball                      | Sonny Grotowski                                                 | |
| 2001 | A Knight's Tale                     | Sir William Thatcher/ Sir Ulrich von Lichtenstein of Gelderland | Nominalizare—MTV Movie Award for Best Kiss (shared with Shannyn Sossamon) Nominalizare—MTV Movie Award for Best Musical Sequence |
| 2002 | The Four Feathers                   | Harry Faversham                                                 | |
| 2003 | The Order                           | Alex Bernier                                                    | |
| 2003 | Ned Kelly                           | Ned Kelly                                                       | Nominalizare—Australian Film Institute Award for Best Actor in a Leading Role Nominalizare—Film Critics Circle Award for Best Actor |
| 2005 | Casanova                            | Giacomo Casanova                                                | |
| 2005 | The Brothers Grimm                  | Jacob Grimm                                                     | |
| 2005 | Lords of Dogtown                    | Skip Engblom                                                    | |
| 2005 | Brokeback Mountain                  | Ennis Del Mar                                                   | Australian Film Institute International Award for Best Actor Australian Film Institute Awards – Reader's Choice Best Actor Central Ohio Film Critics Association Award for Best Lead Performance Central Ohio Film Critics Association Award for Actor of the Year Las Vegas Film Critics Society Award for Best Actor MTV Movie Award for Best Kiss (with Jake Gyllenhaal) New York Film Critics Circle Award for Best Actor Phoenix Film Critics Society Award for Best Actor San Francisco Film Critics Circle Award for Best Actor Santa Barbara International Film Festival Performance of the Year Award St. Louis Gateway Film Critics Association Award for Best Actor Nominalizare—Academy Award for Best Actor Nominalizare—BAFTA Award for Best Actor in a Leading Role Nominalizare—Broadcast Film Critics Association Award for Best Actor Nominalizare—Chicago Film Critics Association Award for Best Actor Nominalizare—Chlotrudis Award for Best Actor Nominalizare—Independent Spirit Award for Best Male Lead Nominalizare—Inside Film Award for Best Actor Nominalizare—Gotham Award for Best Ensemble Cast (with Jake Gyllenhaal, Anne Hathaway and Michelle Williams) Nominalizare—Golden Globe Award for Best Actor – Motion Picture Drama Nominalizare—London Film Critics' Circle Award for Best Actor Nominalizare—Online Film Critics Society Award for Best Actor Nominalizare—Screen Actors Guild Award for Outstanding Performance by a Male Actor in a Leading Role Nominalizare—Screen Actors Guild Award for Outstanding Performance by a Cast in a Motion Picture Nominalizare—Satellite Award for Best Actor – Motion Picture Drama Nominalizare—Washington D.C. Area Film Critics Association Award for Best Actor |
| 2006 | Candy                               | Dan Carter                                                      | Nominalizare—Australian Film Institute Award for Best Actor in a Leading Role Nominalizare—Inside Film Award for Best Actor Nominalizare—Film Critics Circle Award for Best Actor |
| 2007 | I'm Not There                       | Robbie Clark                                                    | Independent Spirit Robert Altman Award (shared with cast and crew) |
| 2008 | The Dark Knight                     | The Joker                                                       | Academy Award for Best Supporting Actor Alliance of Women Film Journalists Award for Best Supporting Actor Alliance of Women Film Journalists Award for Unforgettable Moment Austin Film Critics Association Award for Best Supporting Actor Australian Film Institute International Award for Best Actor BAFTA Award for Best Actor in a Supporting Role Boston Society of Film Critics Award for Best Supporting Actor Broadcast Film Critics Association Award for Best Supporting Actor Central Ohio Film Critics Association Award for Best Ensemble Central Ohio Film Critics Association Award for Best Supporting Actor Chicago Film Critics Association Award for Best Supporting Actor Dallas-Fort Worth Film Critics Association Award for Best Supporting Actor Detroit Film Critics Society Award for Best Supporting Actor Florida Film Critics Circle Award for Best Supporting Actor Golden Globe Award for Best Supporting Actor – Motion Picture Houston Film Critics Society Award for Best Supporting Actor IGN Movie Award for Best Performance IGN Movie Award for Favorite Villain International Online Film Critics' Poll Award for Best Supporting Actor Iowa Film Critics Award for Best Supporting Actor Italian Online Movie Award for Best Supporting Actor Kansas City Film Critics Circle Award for Best Supporting Actor Las Vegas Film Critics Society Award for Best Supporting Actor Los Angeles Film Critics Association Award for Best Supporting Actor MTV Movie Award for Best Villain National Society of Film Critics Award for Best Supporting Actor (2nd place) New York Film Critics Circle Award for Best Supporting Actor (2nd place) New York Film Critics Online Award for Best Supporting Actor North Texas Film Critics Award for Best Supporting Actor Oklahoma Film Critics Circle Award for Best Supporting Actor Online Film Critics Society Award for Best Supporting Actor People's Choice Award for Best Ensemble Cast (with Christian Bale, Maggie Gyllenhaal and Aaron Eckhart) People's Choice Award for Best On-Screen Match-Up (with Christian Bale) Phoenix Film Critics Society Award for Best Supporting Actor Rembrandt Award for Best Foreign Actor San Diego Film Critics Society Award for Best Supporting Actor San Francisco Film Critics Circle Award for Best Supporting Actor Saturn Award for Best Supporting Actor SFX Award for Best Film Actor Scream Award for Best Fantasy Actor Scream Award for Best Villain Scream Award for Best Line Screen Actors Guild Award for Outstanding Performance by a Male Actor in a Supporting Role Southeastern Film Critics Association Award for Best Supporting Actor St. Louis Gateway Film Critics Association Award for Best Supporting Actor Toronto Film Critics Association Award for Best Supporting Actor Utah Film Critics Association Award for Best Supporting Actor Vancouver Film Critics Circle Award for Best Supporting Actor Village Voice Film Poll for Best Supporting Actor Washington DC Area Film Critics Association Award for Best Supporting Actor Nominalizare—London Film Critics Circle Award for Actor of the Year Nominalizare—Satellite Award for Best Actor in a Supporting Role Nominalizare—MTV Movie Award for Best Fight (with Christian Bale) |
| 2009 | The Imaginarium of Doctor Parnassus | Tony Shepard                                                    | |